# La Vie de Thomas Edison
Pour plus de détails, voir Fiche technique et Distribution.
La Vie de Thomas Edison (Edison, the Man) est un film américain réalisé par Clarence Brown en 1940, produit par la Metro-Goldwyn-Mayer

## Synopsis
À l'occasion du cinquantième anniversaire de son invention de la lampe a incandescence, en 1929, le vieux Thomas Edison évoque ses souvenirs. Télégraphiste sans emploi, Thomas Edison arrive à New York où il cherche un bout d'atelier pour mettre au point des inventions. C'est la Western Union qui l'aidera. Elle lui permettra d'étudier un téléscripteur qui lui rapportera beaucoup d'argent.

## Fiche technique
- Titre français : La Vie de Thomas Edison
- Titre original : Edison, the Man
- Réalisation : Clarence Brown
- Scénario : Talbot Jennings et Bradbury Foote d'après une histoire de Dore Schary et Hugo Butler
- Producteur : John W. Considine Jr. et Orville O. Dull producteur associé
- Société de production : Loew's et Metro-Goldwyn-Mayer
- Musique : Herbert Stothart
- Photographie : Harold Rosson
- Montage : Fredrick Y. Smith
- Direction artistique : Cedric Gibbons
- Décorateur de plateau : Edwin B. Willis
- Costumes : Gile Steele (costumes : homme) et Dolly Tree (costumes : femme)
- Pays d'origine : États-Unis
- Format : Noir et blanc - Son : Mono (Western Electric Sound System)
- Genre : Drame, Film biographique
- Durée : 107 minutes
- Dates de sortie :
  - États-Unis : 10 mai 1940
  - France : 31 octobre 1945

## Distribution
- Spencer Tracy : Thomas Alva Edison
- Rita Johnson : Mary Stillwell
- Lynne Overman : James J. 'Bunt' Cavatt
- Charles Coburn : Général Powell
- Gene Lockhart : M. Taggart
- Henry Travers : Ben Els
- Felix Bressart : Michael Simon, assistant d'Edison
- Peter Godfrey : Bob Ashton
- Guy D'Ennery : Lundstrom
- Byron Foulger : Edwin Hall
- Milton Parsons : 'Acid' Graham
- Arthur Aylesworth : Bigelow
- Gene Reynolds : Jimmy Price
- Addison Richards : M. Johnson
- Grant Mitchell : Snade
- Emmett Vogan (non crédité) : secrétaire